# Инасиу, Гонсалу
Гонсалу Бернарду Инасиу (порт. Gonçalo Bernardo Inácio; род. 25 августа 2001, Алмада) — португальский футболист, защитник клуба «Спортинг» и сборной Португалии. Участник чемпионата Европы 2024.

## Клубная карьера
Уроженец Алмады, Гонсалу начал футбольную карьеру в молодёжной команде одноимённого клуба, а с 2012 года начал тренироваться в академии лиссабонского «Спортинга». 13 января 2018 года подписал свой первый профессиональный контракт с клубом. 4 октября 2020 года дебютировал в основном составе «Спортинга» в матче португальской Примейра-лиги против «Портимоненсе».

## Карьера в сборной
Выступал за сборные Португалии до 17, до 18, до 19, до 20 лет и до 21 года.
23 марта 2023 года дебютировал за главную сборную Португалии в матче против сборной Лихтенштейна. 11 сентября 2023 года забил два гола в матче против сборной Люксембурга.

## Достижения
«Спортинг»
- Чемпион Португалии (3): 2020/21, 2023/24, 2024/25
- Обладатель Кубка Португалии: 2024/25
- Обладатель Кубка португальской лиги (2): 2020/21, 2021/22
- Обладатель Суперкубка Португалии: 2021

Сборная Португалии
- Победитель Лиги наций УЕФА: 2024/25